# LaSalle megye
LaSalle megye az Amerikai Egyesült Államokban, azon belül Illinois államban található. Megyeszékhelye és legnagyobb városa Ottawa. Lakosainak száma 109 658 fő (2020. április 1.).

## Szomszédos megyék
- Lee megye (északnyugat)
- DeKalb megye (észak)
- Kendall megye (északkelet)
- Grundy megye (kelet)
- Livingston megye (délkelet)
- Woodford megye (dél)
- Marshall megye (délnyugat)
- Putnam megye (nyugat)
- Bureau megye (nyugat)

## Népesség
A megye népességének változása:
| Lakosok száma | 113 863 | 113 485 | 112 944 | 112 183 | 111 333 | 109 658 |
|               | 2010    | 2011    | 2012    | 2013    | 2015    | 2020    |